# Azerbaïdjan au Concours Eurovision de la chanson 2013
L'Azerbaïdjan a participé au Concours Eurovision de la chanson 2013. 
Le 14 mars 2013, la chaîne İctimai Televiziya a annoncé que le chanteur Farid Mammadov allait représenter le pays au concours. 
Une sélection nationale a été organisée le 2 mars 2013. La chanson "Hold Me", composée par Dimitris Kontopoulos, fut alors choisie.

## À l'Eurovision
L'Azerbaïdjan a participé à la deuxième demi-finale du Concours Eurovision de la chanson 2013, le 16 mai 2013,. Terminant à la 1re place, avec 139 points, ce score permis au pays de concourir lors de la finale. Elle termina à la 2e place avec 234 points.